# مینتوو (داکوتای شمالی)
مینتوو(به انگلیسی: Minto) شهری در ایالت داکوتای شمالی کشور ایالات متحده آمریکا است که جمعیت آن در سرشماری سال ۲۰۱۰ میلادی، ۶۰۴ نفر بوده‌است.